# Pechão
Pechão é uma povoação portuguesa sede da Freguesia de Pechão do Município de Olhão, freguesia com 20,31 km² de área e 3888 habitantes (censo de 2021), tendo, por isso, uma densidade populacional de 191,4 hab./km².
A sua principal atividade é a agricultura.

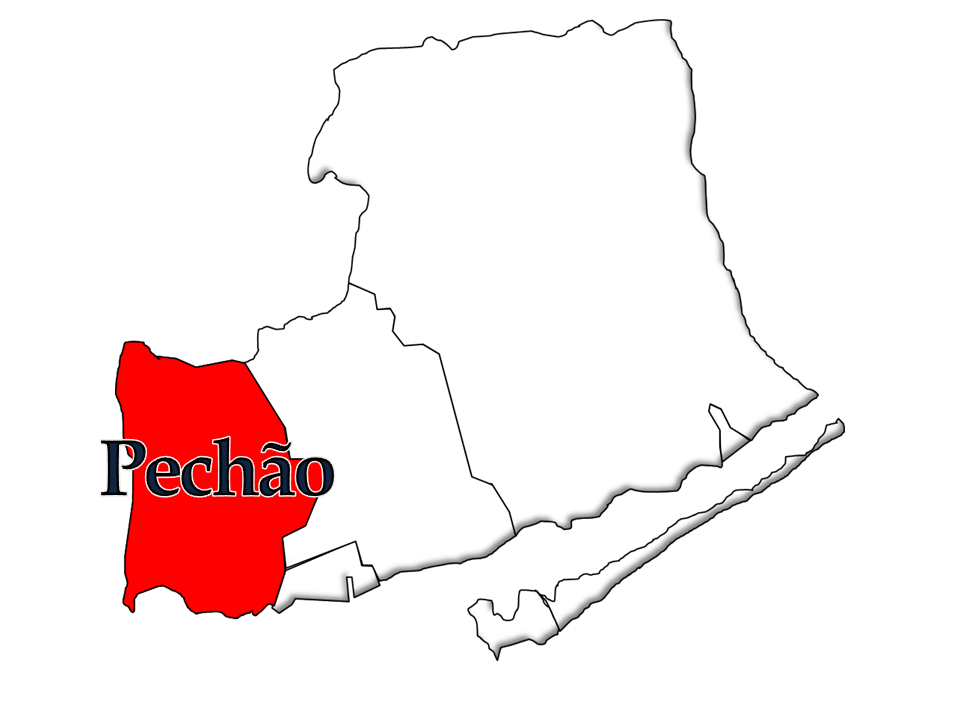
Localização da Freguesia de Pechão no Município de Olhão

## Demografia
A população registada nos censos foi:
| Distribuição da População por Grupos Etários | Distribuição da População por Grupos Etários | Distribuição da População por Grupos Etários | Distribuição da População por Grupos Etários | Distribuição da População por Grupos Etários |
| -------------------------------------------- | -------------------------------------------- | -------------------------------------------- | -------------------------------------------- | -------------------------------------------- |
| Ano                                          | 0-14 Anos                                    | 15-24 Anos                                   | 25-64 Anos                                   | > 65 Anos                                    |
| 2001                                         | 479                                          | 423                                          | 1693                                         | 438                                          |
| 2011                                         | 569                                          | 359                                          | 2100                                         | 573                                          |
| 2021                                         | 659                                          | 316                                          | 2123                                         | 790                                          |

## Património
- Igreja Matriz de Pechão

## História
Pechão é sede de freguesia desde 1593, pertencente ao Termo de Faro, e só em 1826 foi integrada no Termo de Olhão.
É uma pequena aldeia rural, onde abundam as amendoeiras e figueiras que se situa a cerca de 4 km de Olhão e de Faro.
A pequena Igreja de Pechão destaca-se por se encontrar no ponto mais alto da localidade. Daqui encontra-se uma bonita vista que alcança toda a região até ao mar.
Uma curiosidade interessante é que anexa à Igreja, e em plena rua, vemos uma pequena Capela dos Ossos.
Podemos ainda visitar a Fonte Velha, a Casa-Museu de Pechão e o Chalé de Belamandil, o Solar do Torrejão, os moinhos de costa e a nora dos 3 engenhos em Belamandil.
Foi recentemente inaugurado no Largo da Igreja uma pequena galeria onde se realizam exposições temporárias de pintura.

## Brasão de Armas
A ordenação dos símbolos heráldicos, são de autoria do GEPHA Gabinete de Estudos e Projectos de Heráldica Administrativa.